# Krzysztof Moraczewski
Krzysztof Moraczewski (ur. 1974)  – polski filozof, dr hab. nauk humanistycznych, profesor uczelni Wydziału Antropologii i Kulturoznawstwa Uniwersytetu im. Adama Mickiewicza w Poznaniu.

## Życiorys
15 grudnia 1999  obronił pracę doktorską Postmodernistyczny typ komunikacji artystycznej na przykładzie twórczości Krzysztofa Pendereckiego, 16 marca 2009 habilitował się na podstawie oceny dorobku naukowego i pracy zatytułowanej Sztuka muzyczna jako dziedzina kultury. Próba analizy kulturowego funkcjonowania zachodnioeuropejskiej muzyki artystycznej. Objął funkcję profesora uczelni na Wydziale Antropologii i Kulturoznawstwa Uniwersytetu im. Adama Mickiewicza w Poznaniu.

## Publikacje
- 2007: Sztuka muzyczna jako dziedzina kultury : próba analizy kulturowego funkcjonowania zachodnioeuropejskiej muzyki artystycznej[1]
- 2009: Effect of multiple injection moulding on some properties of polycarbonate[2]
- 2009: „Characterisation of multi-extruded poly(lactic acid)”[2]
- 2012: Picasso, krzyżowcy i afrykańscy czarownicy : podręcznik wiedzy o kulturze[1]